# Otto Huber
Otto Huber MFSC, né en 1871 à Rülzheim, dans le Palatinat rhénan (royaume de Bavière) et mort le 21 mai 1954 à Vérone en Italie, est un missionnaire catholique allemand au Soudan. Il a laissé des écrits précieux sur les peuples de ces contrées.

## Biographie

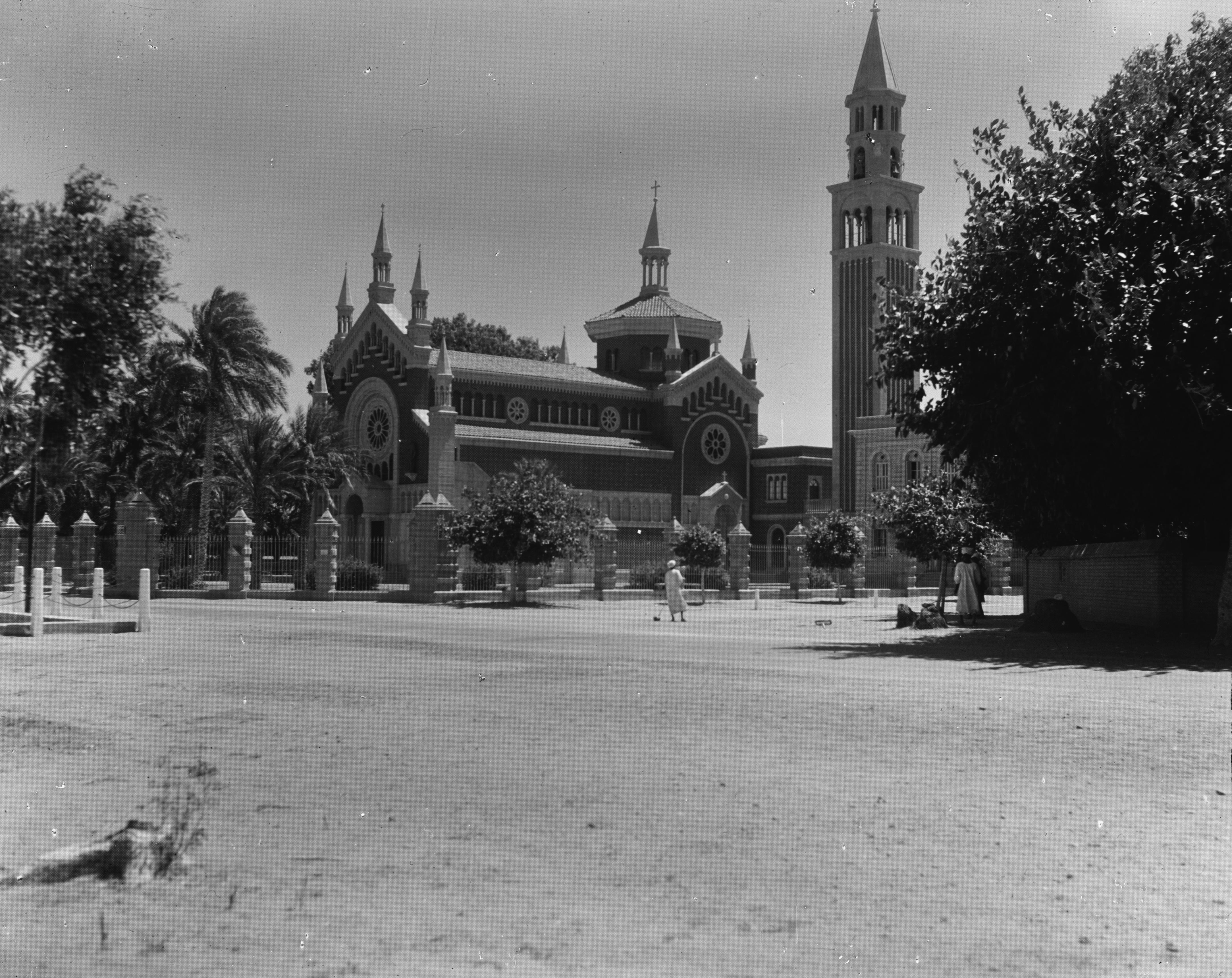
Cathédrale de Khartoum vers 1930.

Otto Huber naît en 1871 dans le royaume de Bavière et le diocèse de Spire. Il entre en 1890 à Vérone chez les missionnaires du Sacré-Cœur fondés par Daniel Comboni (1831-1881).
Il est ordonné prêtre en 1895 à Vérone et envoyé par sa congrégation à Assouan. Après la fin de la guerre des mahdistes vaincus par Lord Kitchener, il est nommé à Khartoum dont le vicaire apostolique est un autre combonien, Mgr Antonio Maria Roveggio. Il s'agit de relever les ruines des missions détruites par les mahdistes. Il missionne auprès des tribus niam-niams, dont certaines étaient encore cannibales et étaient fort dangereuses. Après sept ans de mission, il doit rentrer se reposer en Europe pour raisons de santé en 1903. De retour en mission, il retrouve son compatriote, le nouveau vicaire apostolique, Mgr Franz Xaver Geyer. Cette fois-ci, il missionne le long de la côte entre Assouan et la mer Rouge.
Il écrit plusieurs articles intéressants dans la revue missionnaire Stern der Neger, dont l'article « Vom Nil zum Roten Meer » (Du Nil à la mer Rouge) en 1905 et « Besuch der Christen in Cordofan » (À la rencontre des chrétiens du Cordofan) en 1906. Lorsque la Première Guerre mondiale éclate, les autorités coloniales britanniques l'envoient en détention en tant que sujet de l'Empire allemand. Il y reste jusqu'en 1920 et il est interné au Soudan, puis finalement expulsé. 
Il retourne rendre visite aux siens à Rülzheim, puis s'installe à la maison-mère de sa congrégation à Vérone. Il y enseigne l'arabe, langue qu'il maîtrise parfaitement. À la demande des catholiques du Soudan, la mesure d'expulsion est levée par les autorités coloniales britanniques en 1928 et il peut y retrouver sa mission. Il travaille surtout à Assouan et à Khartoum. Il est en vacances dans son pays natal au Palatinat pour trois semaines, lorsque la Seconde Guerre mondiale éclate. Il ne peut donc retourner en Afrique et s'installe à la maison-mère de Vérone. Il y passe le restant de ses jours et s'éteint le 21 mai 1954 après une courte maladie. Il est enterré au cimetière de la congrégation.
Il maîtrisait l'arabe comme l'allemand, sa langue maternelle, et pouvait assurer la prédication en cinq langues différentes.

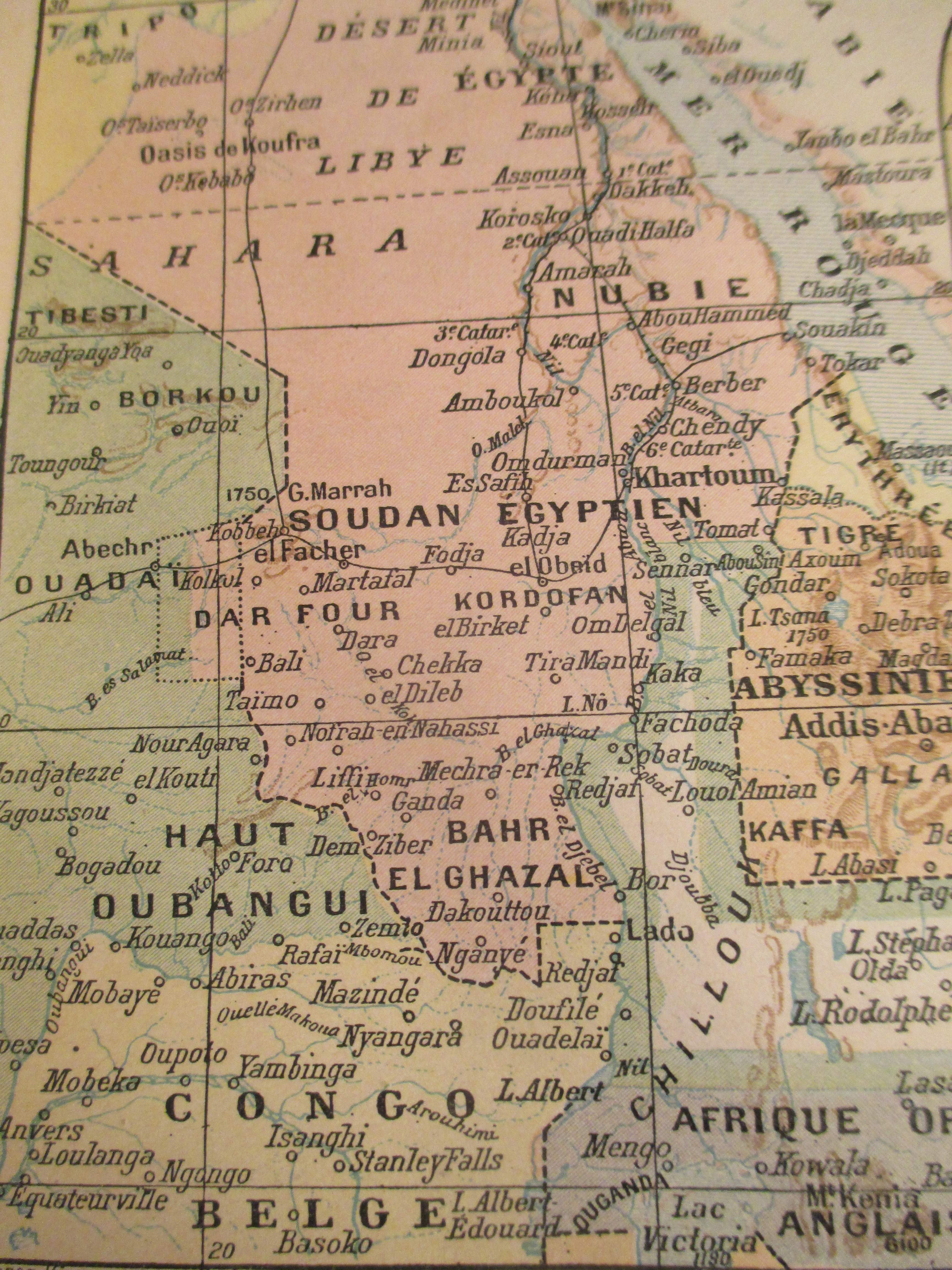
Carte du Soudan anglo-égyptien.